# Рехвіашвілі Вахтанг Григорович
Вахтанг Григорович Рехвіашвілі (нар. 10 вересня 1944, Лагодехський муніципалітет, Кахетія, Грузія — пом. 23 лютого 1986, Тбілісі, Грузинська РСР) — радянський грузинський футболіст, захисник. Майстер спорту СРСР (1964).

## Життєпис
З 1963 року – у складі «Динамо» (Тбілісі). 1964 року провів 20 матчів за дубль, став переможцем турніру. Зіграв 13 матчів у чемпіонаті, учасник «золотого» переможного матчу проти «Торпедо» (4:1). Усього за «Динамо» зіграв у чемпіонаті 132 матчі, забив три м'ячі. Завершив кар'єру 1972 року в «Торпедо» (Кутаїсі).
Помер у 1986 році у віці 41 року.